# Pegoscapus
Pegoscapus – rodzaj błonkówek z rodziny Agaonidae.

## Zasięg występowania
Przedstawiciele tego rodzaju występują w Ameryce Północnej i Południowej od Florydy i Meksyku na płn. po Argentynę na płd.

## Boiologia i ekologia
Gatunkami żywicielskimi są Ficus assuestus, Ficus aurea, figowiec benjamina, Ficus citrifolia, Ficus costaricana, Ficus pertusa i Ficus septica.

## Systematyka
Do Pegoscapus zaliczanych jest 47 gatunków:

- Pegoscapus aemulus
- Pegoscapus aerumnosus
- Pegoscapus aguilari
- Pegoscapus amabilis
- Pegoscapus ambiguus
- Pegoscapus argentinensis
- Pegoscapus assuetus
- Pegoscapus astomus
- Pegoscapus attentus
- Pegoscapus baschierii
- Pegoscapus bifossulatus
- Pegoscapus brasiliensis
- Pegoscapus bruneri
- Pegoscapus cabrerai
- Pegoscapus carlosi
- Pegoscapus cumanensis
- Pegoscapus danorum
- Pegoscapus elisae
- Pegoscapus estherae
- Pegoscapus flagellatus
- Pegoscapus flaviscapus
- Pegoscapus groegeri
- Pegoscapus herrei
- Pegoscapus hoffmeyeri
- Pegoscapus ileanae
- Pegoscapus gemellus
- Pegoscapus grandii
- Pegoscapus franki
- Pegoscapus insularis
- Pegoscapus jimenezi
- Pegoscapus kraussi
- Pegoscapus longiceps
- Pegoscapus lopesi
- Pegoscapus mariae
- Pegoscapus mexicanus
- Pegoscapus obscurus
- Pegoscapus orozcoi
- Pegoscapus peritus
- Pegoscapus philippi
- Pegoscapus piceipes
- Pegoscapus silvestrii
- Pegoscapus tomentellae
- Pegoscapus tonduzi
- Pegoscapus torresi
- Pegoscapus tristani
- Pegoscapus urbanae
- Pegoscapus williamsi